# Abyei (stad)
Abyei is een stad in de gelijknamige regio Abyei. Deze regio is omstreden. Noord-Soedan rekent de regio tot de staat West-Kordofan, terwijl Zuid-Soedan de regio indeelt in de staat Northern Bahr el Ghazal.
Abyei telt naar schatting 20.000 inwoners.